# GSC2056-1160
GSC2056-1160 — хімічно пекулярна зоря спектрального класу A, що має видиму зоряну величину в смузі V приблизно  9,2.